# Ophthalmis formosa
Ophthalmis formosa är en fjärilsart som beskrevs av Xavier Montrouzier 1856. Ophthalmis formosa ingår i släktet Ophthalmis och familjen nattflyn. Inga underarter finns listade i Catalogue of Life.